# Divine Brown (Prostituierte)

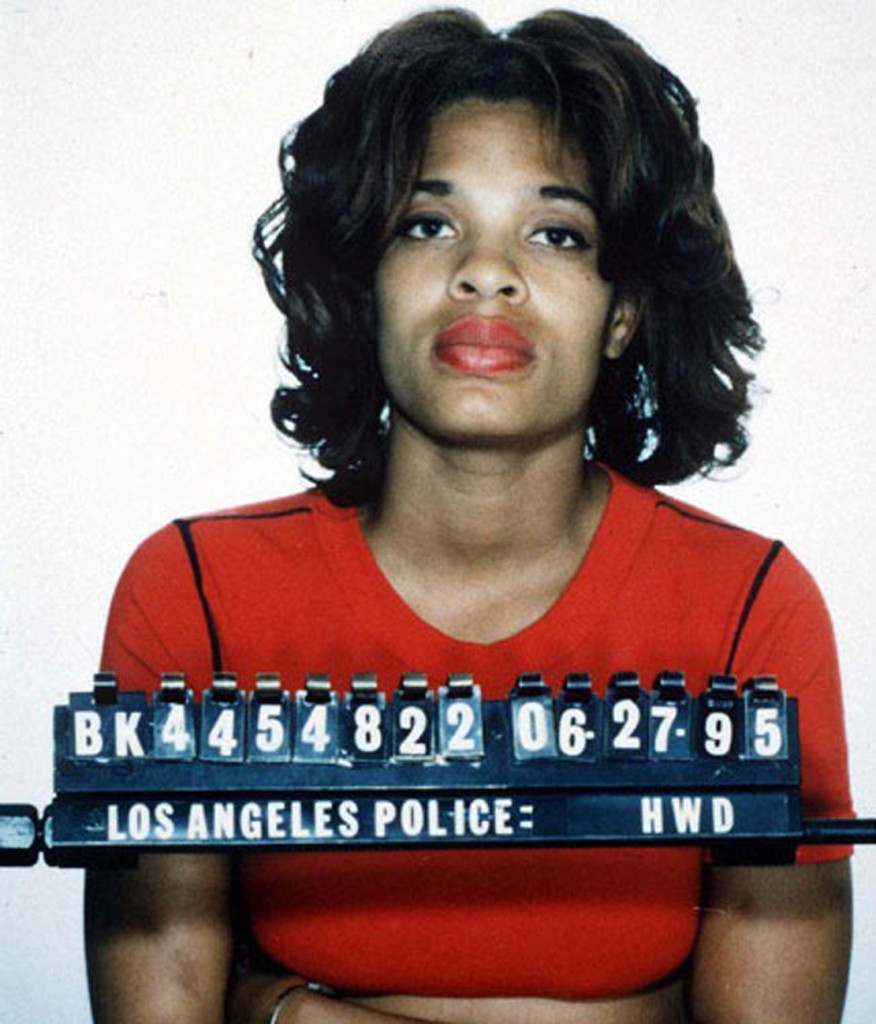
Divine Brown, 1995

Divine Brown (* 9. August 1969 in San Francisco; eigentlich Estella Marie Thompson) ist eine ehemalige US-amerikanische Prostituierte, die in einen Sex-Skandal mit dem britischen Schauspieler Hugh Grant verwickelt und dadurch weltbekannt wurde. In einem Pornofilm über den Skandal war sie auch als Darstellerin tätig.

## Sex-Skandal von 1995 und Folgen
Brown war von Grant am 27. Juni 1995 frühmorgens auf dem Sunset Boulevard in Hollywood für einen Blowjob in seinem Auto geordert worden, nachdem sie ihm auf dem dortigen Straßenstrich aufgefallen war. Beide wurden in einer Seitenstraße des Sunset Boulevards von Polizisten in eindeutiger Situation beim Oralsex ertappt und verhaftet. Brown wurde wegen „unzüchtigen Verhaltens“ schuldig gesprochen; weil sie damit gegen Bewährungsauflagen verstoßen hatte, wurde sie zu einer sechsmonatigen Haftstrafe verurteilt. Die Verhaftung und die Anklage wegen „Sex in der Öffentlichkeit“ führten zu einem Skandal, der für Grant einen Image-Absturz bedeutete, während Divine Brown schlagartig weltbekannt wurde und einige Zeit sehr von ihrem prominenten Kunden profitieren konnte.
Brown hatte Dutzende von Auftritten in den Magazinen der Welt sowie auch in diversen Fernseh- und Radioshows, zum Beispiel mehrfach bei Howard Stern und bei Danny!. Die Zeitschrift stern bezeichnete 2001 die Prostituierte Brown als „die berühmteste Vertreterin ihres Gewerbes“. Nach eigenen Angaben will sie umgerechnet gut 2,2 Millionen Euro mit Fernsehauftritten, Fotos und Filmen verdient haben.
Im Oktober 2005 war sie Thema der dänischen TV-Dokumentarserie Negermagasinet, die die Kultur des schwarzen Amerika präsentiert und in der zweiten Staffel prominente Zeitzeugen aus der Blaxploitation-Ära vorstellte. Brown gab als Zeitzeugin Auskunft in eigener Sache. Der Sex-Skandal von 1995 wurde auch von zwei englischsprachigen Büchern behandelt: 2003 in Locations of America’s Pop Culture Landmarks und 2006 in dem satirischen Celebrity Meltdowns.

## Filmschaffen
1996 entstand unter der Regie von Ron Jeremy der Pornofilm Sunset and Divine: The British Experience, der den Sex-Skandal mit Grant zum Thema hat. Den „Hugh“ gab der aus England stammende und aus über 700 Pornofilmen einschlägig bekannte Pornostar Mark Davis. Divine Brown wurde als Pornodarstellerin engagiert und spielte sich in dem Film selbst.